# Cirill bolgár herceg
Cirill bolgár herceg (bolgárul: княз Кирил Преславски, княз на България, teljes nevén Кирил Хайнрих Франц Лудвиг Антон Карл Филип, magyaros átírásban Kiril Hajnrih Franc Ludvig Anton Karl Filip; Szófia, 1895. november 17. – Szófia, 1945. február 2.) bolgár herceg, Preszlav hercege, 1943–1945 között Bulgária régense, 1945-ben kivégezték a szovjetek.

## Élete
Cirill herceg 1895-ben látott napvilágot I. Ferdinánd bolgár cár és Mária Lujza Bourbon–pármai hercegnő második fiaként és gyermekeként. Mivel a trónörökösi címet bátyja viselte, Cirill herceg a második fiúgyermeknek kijáró preszlavi hercegi címet kapta meg. Bátyjától eltérően, akit politikai okból a bolgár államvallásra kereszteltek, Cirill herceg édesanyja óhajának megfelelően a katolikus keresztségben részesült.
Édesanyja alig négy évvel Cirill herceg születése után, 1899-ben elhalálozott negyedik gyermeke világra hozatala közben. I. Ferdinánd cár 1908-ban újranősült a célból, hogy a cárnéi feladatkört betöltse valaki; választása Eleonóra reuss–köstritzi hercegnőre esett. Eleonóra cárné teljes egészében magára vállalta mostohagyermekei felnevelését és gondozását; az új anyát a testvérek mindannyian hamar megkedvelték.
A herceget katonai pályára szánták, neveltetése is ebben a szellemben folyt. Egy szófiai katonai iskolában végezte tanulmányait, majd 1912-ben a Balkán-háború kitörésekor csatlakozott a hadsereghez. Küzdött az első világháborúban is, melynek során 1917-ben a Német Császári Haditengerészet tiszteletbeli tagjává avatták. Később a bolgár seregben a főhadnagyi posztig jutott el a gyalogos erőknél. Mikor édesapját 1918. október 3-án hibás politikája okán lemondatták legidősebb fia javára, az uralkodó Coburgi száműzetésbe vonult. Cirill herceg önként édesapjával tartott Németországba, később a prágai egyetemen végezte el az agrárszakot.
Cirill herceg 1926-ban tért vissza szülőföldjére. 1943-ban a még mindig regnáló fivére tárgyalásokat kezdett Adolf Hitlerrel; azonban 1943. augusztus 28-án váratlanul elhunyt. Az uralkodó egyetlen fia, II. Simeon még kiskorú volt, így a parlament háromfős régenstanácsot nevezett ki mellé. Nyikola Mihajlov Mihov főhadnagy és Bogdan Dimitrov Filov professzor mellett Cirill herceg lett a harmadik tag és egyben a régenstanács feje. A herceg és a tanács két másik tagja erősen németbarát politikát folytattak, mellyel az ország kivívta a Szovjetunió ellenszenvét. A kormány küldött ugyan egy delegációt Kairóba azzal a céllal, hogy tárgyaljanak a britekkel és a franciákkal, a kísérlet azonban végül elbukott. A bolgár kormány szintúgy próbálkozott a szovjet vezetéssel való diplomáciai kapcsolat felvételével; mígnem 1944 augusztusában a szovjet seregek átlépték a román határt, és körbezárták Bulgáriát. A száműzetésben lévő kommunista gondolkodásúak és szovjet szimpatizánsok visszatértek az államba, 1944. szeptember 9-én puccsal átvették a hatalmat az ország felett.
A régenstanács tagjait és több kormánytagot három hónapos szovjet fogságba hurcoltak. Az 1945 első hónapjaiban tartott tárgyalásuk során mindannyiukat bűnösnek találták és a nácikkal való szimpatizálással vádolták. 1945. február 2-án kora hajnalban Cirill herceget, a régenstanács másik két tagját, több miniszterüket és tanácsosukat szovjet katonák agyonlőtték a bolgár főváros belvárosában. Maradványaik egy jelöletlen sírgödörbe kerültek; csak a rendszerváltás után, 1995-ben állítottak nekik emlékművet.